# Nivy Tower
A Nivy Tower egy irodaház Főréven, Pozsony város II. járásában, mely 125 méteres magasságával jelenleg a város és Szlovákia második legmagasabb épülete. Az építkezést 2017-ben kezdték meg, és 2020-ban került sor az épület átadására.

## Az épület főbb jellemzői
A Nivy Tower egy a Benoy és a Siebert + Talaš építészirodák által tervezett modern üzleti komplexum, mely Pozsony (Főrév) Mlynské nivy útján az azonos nevű városrészben található.
A komplexum magába foglal egy bevásárlóközpontot is, nagyobb zöldfelülettel a tetején. Nevét Malomliget szlovák nevéről kapta.
A torony kialakítása során különösen sok figyelmet kapott az energiahatékonyság, és a modern technológiák alkalmazása.
Az épület elnyerte a BREEAM fenntarthatósági tanúsítványát. Az épületben többek között vízszivárgás-észlelés és a szennyezett levegő épületbe való visszatérésének kockázatát kizáró légkondicionáló-rendszer is működik.
A torony homlokzata kizárólag üvegből áll, a fő szerkezeti elemek vasbetonból készültek el.

## Képgaléria

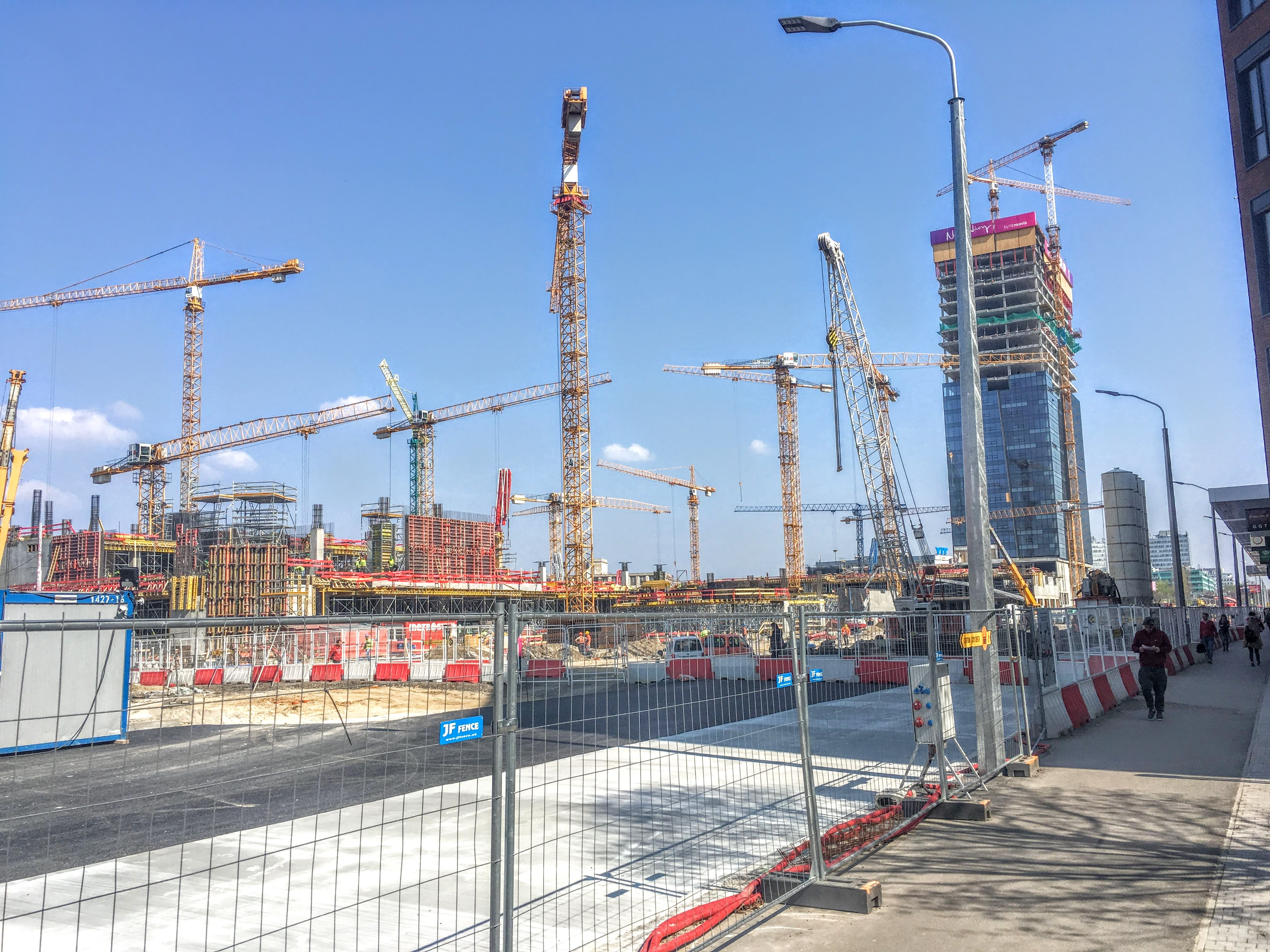
A torony építés közben
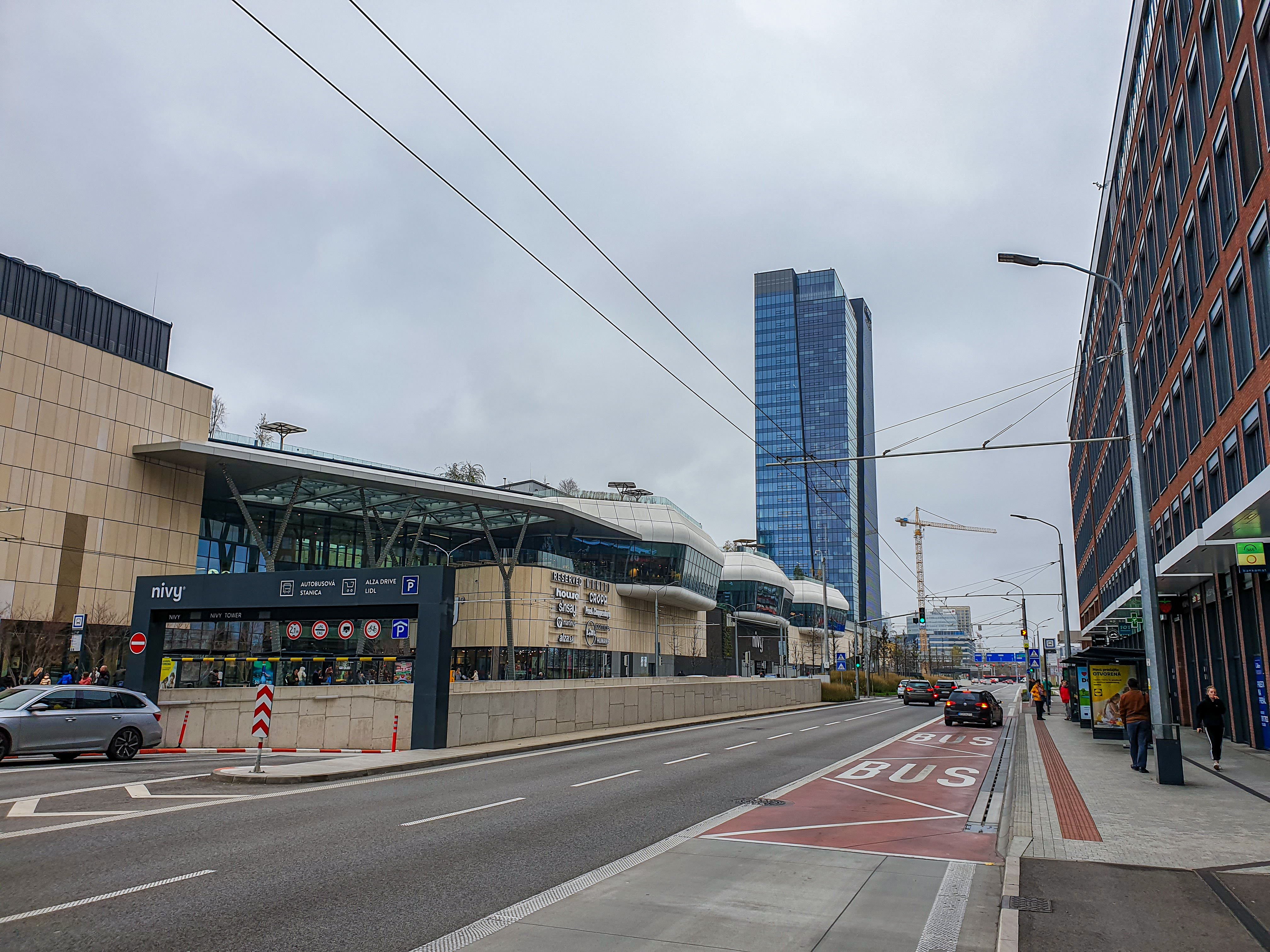
A bevásárlóközponttal és a pályaudvarral
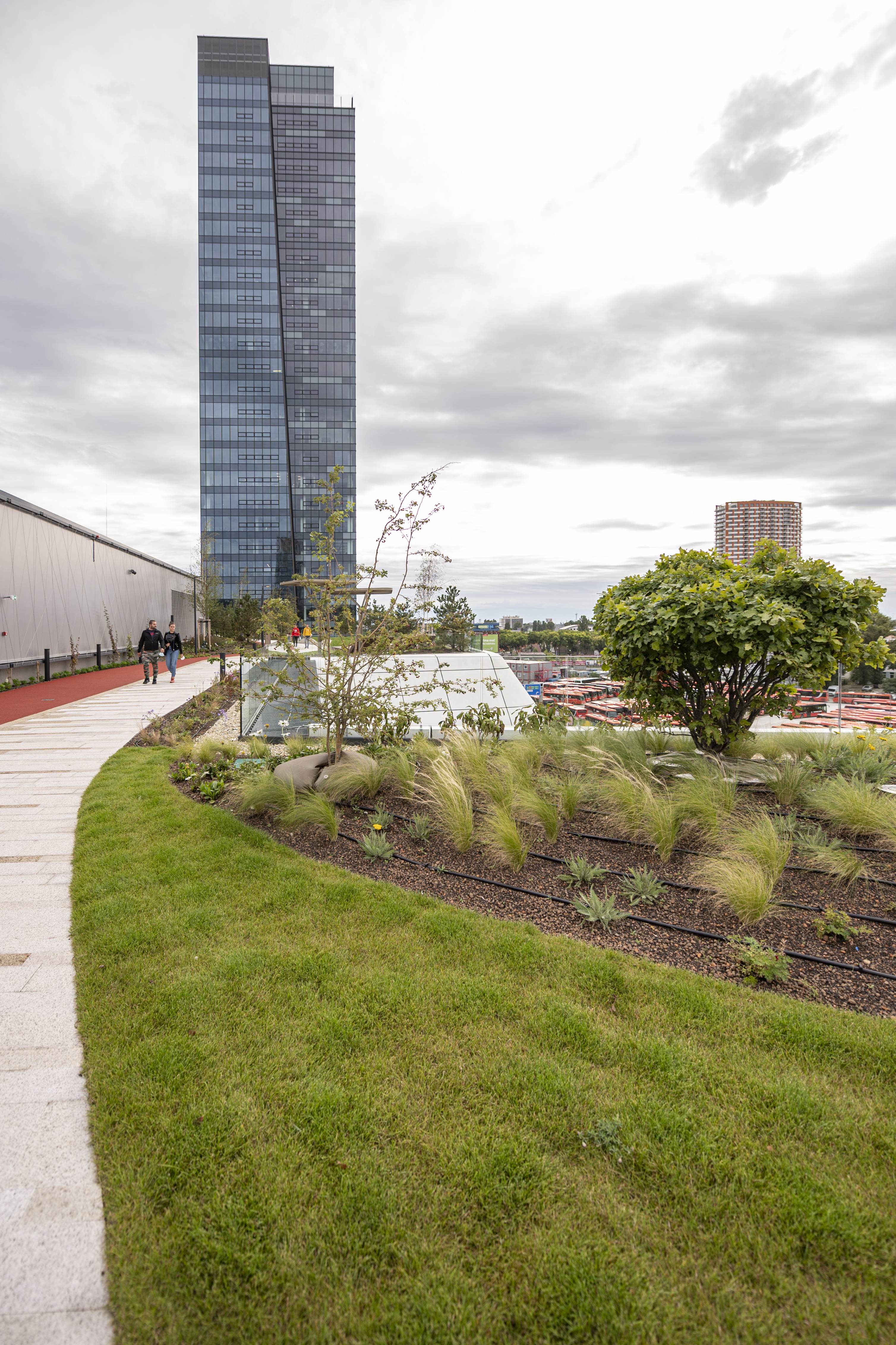
Másik szemszögből
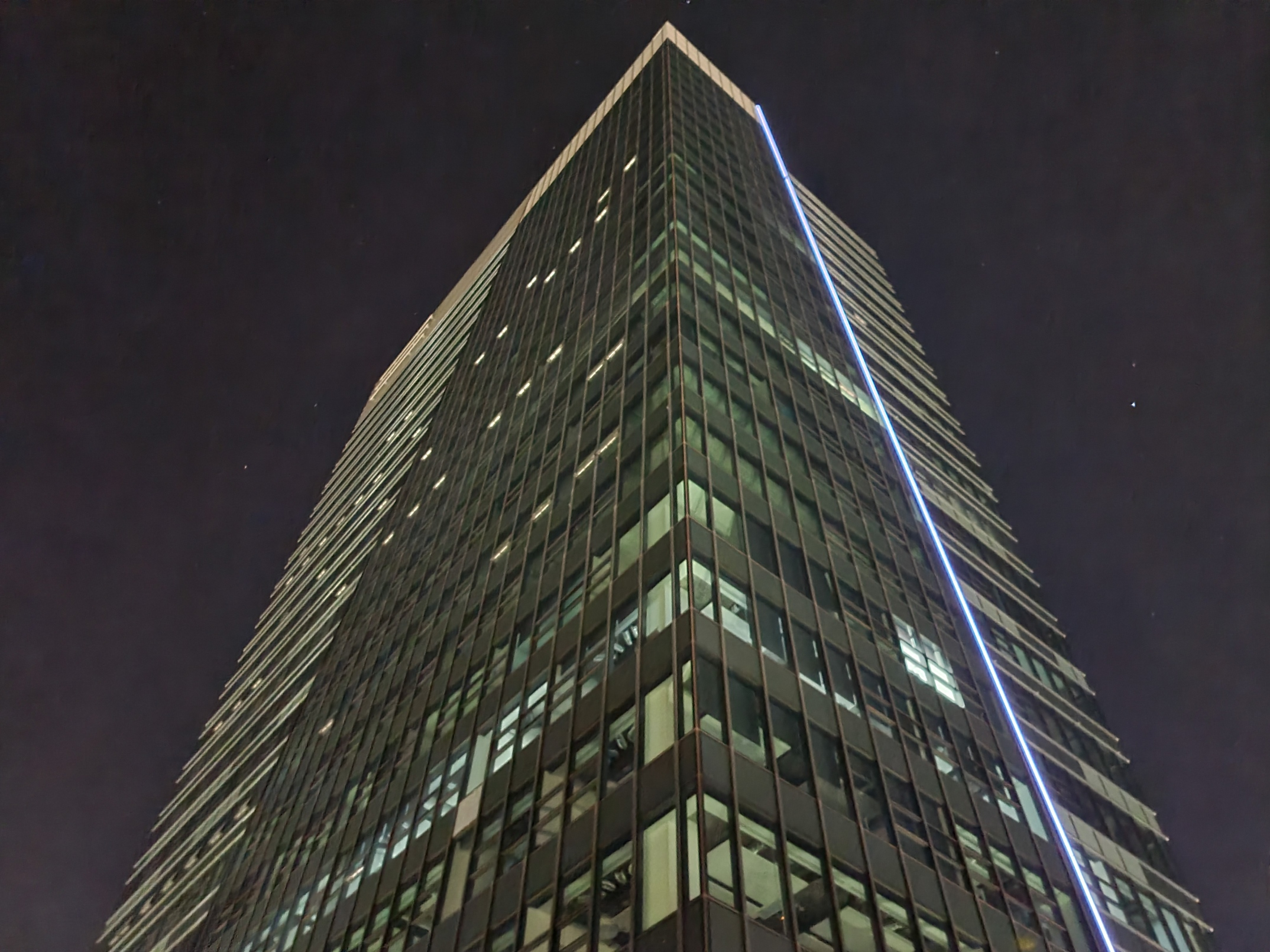
A torony este